# Miljon
En miljon (1 000 000 eller 106), i äldre svenska stavat million, är det tal som också kan skrivas med en etta följt av 6 nollor: 1 000 000 = 106. Ordet kommer från det italienska ordet milione (i äldre italienska stavat millione). Detta ord är i sin tur bildat av latinets mille, som betyder tusen, plus det augmentativa suffixet -one, d.v.s. ordet kan på italienska sägas betyda "stortusen".
Det synes ursprungligen varit ett ord ur det dagliga talspråket och ha betytt "10 tunnor guld", det vill säga 10 gånger 100 000 myntenheter. Dess bruk i franska och italienska matematiska arbeten kan spåras ändå från slutet av 1400-talet. Det tog dock ett tag innan det fick allmännare spridning. I svenska räkneböcker anfördes det ännu på 1700-talet som en mindre bruklig benämning.
Ordet miljon myntades i början av 1300-talet av munken Maximus Planudes.

## Förkortningar
I Svenska språknämnden (Språkrådet sedan 2006) bok Skrivregler från 1987 rekommenderades förkortningen milj., som förkortning av miljoner. Nästa upplaga av boken (1991) föreskrev förkortningen mnkr för miljoner kronor. I tekniska sammanhang förkortas miljon till M (mega); i allmänna sammanhang är förkortningen för miljon(er) mn, enligt Språkrådet.

## Exempel på en miljon
- Vikt: En miljon gram är ett ton.
- Längdmått: En miljon millimeter är en kilometer.
- Volym: En miljon kubikmillimeter/mikroliter är en kubikdecimeter/liter. En miljon kubikcentimeter/milliliter är en kubikmeter.
- Tid: En miljon sekunder är ungefär 11 dagar och 14 timmar. En miljon minuter är ungefär 1 år och 11 månader.

Visualisering av en miljon. Den nedersta kuben är en miljon gånger så stor som den översta kuben.